# Etanolamin
Etanolamin (2-aminoetanol, monoetanolamin, ETA, MEA), je organsko jedinjenje koje je primarni amin (zbog amino grupe u njegovom molekulu) i primarni alkohol (zbog hidroksil grupe). Poput drugih amina, monoetanolamin deluje kao slaba baza. Etanolamin je toksična, zapaljiva, korozivna, bezbojna, viskozna tečnost sa mirisom sličnom amonijaku.
Etanolamini se često nazivaju monoetanolaminima ili MEA, da bi se razlikovali od dietanolamina (DEA) i trietanolamina (TEA). Etanolamin je druga najrasprostranjenija čeona grupa fosfolipida, supstanci nađenih u biološkim membranama. Oni se takođe nalaze u molekulima glasnika kao što je palmitoiletanolamid koji utiču na CB1 receptore.

## Produkcija
Monoetanolamin nastaje reakcijom etilen oksida sa tečnim amonijakom; reakcija se takođe proizvodi dietanolamin i trietanolamin.
Ova reakcija je egzotermna.

## Primena
MEA se koristi u vodenim rastvorima za pranje pojedinih kiselih gasova. On se koristi kao sirovina za proizvodnju deterdženata, emulgatora, sredstava za poliranje, lekova, inhibitora korozije, hemijskih intermedijara, etc. Na primer, reagovanjem etanolamina sa amonijakom nastaje helacioni agens, etilendiamin.

## Literatura
- Klaus Weissermel; Hans-Jürgen Arpe; Charlet R. Lindley; Stephen Hawkins (2003). „Chap. 7. Oxidation Products of Ethylene”. Industrial Organic Chemistry. Wiley-VCH. стр. 159—161. ISBN 978-3-527-30578-0.

## Spoljašnje veze
- Sažeta tehnička specifikacija monoetanolamina